# Cylon (Wisconsin)
Cylon es un pueblo ubicado en el condado de St. Croix en el estado estadounidense de Wisconsin. En el Censo de 2010 tenía una población de 683 habitantes y una densidad poblacional de 7,47 personas por km².

## Geografía
Cylon se encuentra ubicado en las coordenadas 45°9′34″N 92°20′22″O / 45.15944, -92.33944. Según la Oficina del Censo de los Estados Unidos, Cylon tiene una superficie total de 91.45 km², de la cual 91.22 km² corresponden a tierra firme y (0.25%) 0.23 km² es agua.

## Demografía
Según el censo de 2010, había 683 personas residiendo en Cylon. La densidad de población era de 7,47 hab./km². De los 683 habitantes, Cylon estaba compuesto por el 96.93% blancos, el 0% eran afroamericanos, el 0.73% eran amerindios, el 0.59% eran asiáticos, el 0% eran isleños del Pacífico, el 0.59% eran de otras razas y el 1.17% pertenecían a dos o más razas. Del total de la población el 2.78% eran hispanos o latinos de cualquier raza.